# Paraharmochirus
Genre
Paraharmochirus est un genre d'araignées aranéomorphes de la famille des Salticidae.

## Distribution
Les espèces de ce genre sont endémiques de Nouvelle-Guinée.

## Liste des espèces
Selon World Spider Catalog (version 18.0, 01/05/2017) :
- Paraharmochirus monstrosus Szombathy, 1915
- Paraharmochirus tualapaensis Zhang & Maddison, 2012

## Publication originale
- Szombathy, 1915 : Attides nouveaux appartenant aux collections du Musée national hongrois. Annales Historico-Naturales Musei Nationalis Hungarici, vol. 13, p. 468-490.